# Rotenbeek

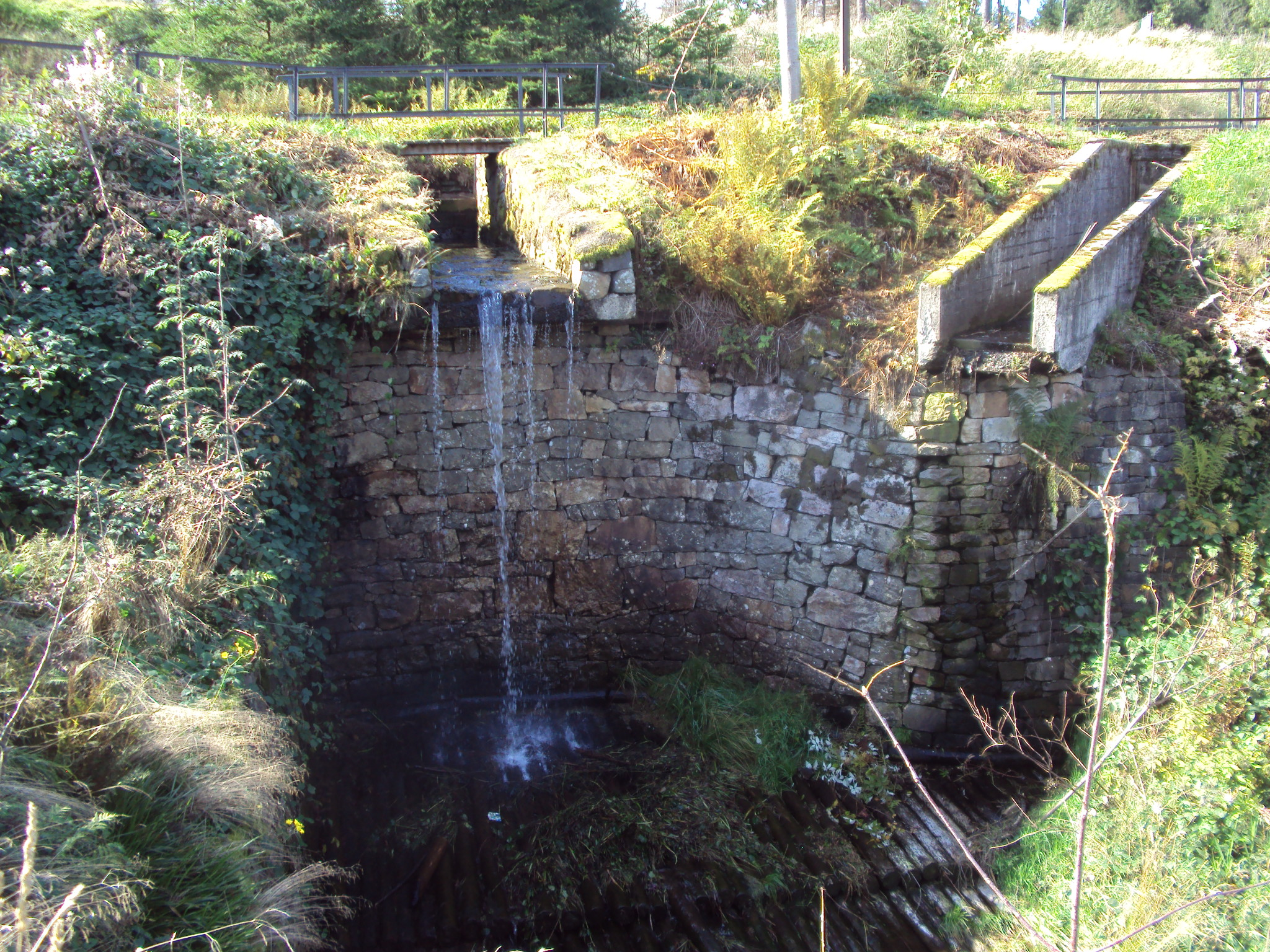
Dammgraben, Großer Kolk am Einlauf des Sperberhaier Dammes, gilt als Quelle des Rotenbeeks

Der Rotenbeek, historische Schreibweise auch Rothenbeek, ist ein Nebenfluss des Großen Gerlachbachs, einem Nebenfluss der Oker bei Altenau im Oberharz.

## Verlauf
Der Rotenbeek entspringt auf 570 Metern Höhe südlich von Altenau am Hang des Großen Mittelbergs beim Sperberhaier Dammhaus. Von dort fließt er durch bewaldetes Gebiet in nördliche Richtung, bis er nach etwa vier Kilometern im Hüttenteich Altenau auf 480 Metern Höhe gestaut wird. Unterhalb des Hüttenteichs vereinigt er sich nach 500 Metern auf 450 Höhenmeter an einer Straßengabelung in Altenau mit dem Großen Gerlachsbach, nach dem im weiteren Verlauf das Gewässer benannt ist. Das Gewässer verläuft in teils naturbelassenen, teils bemauerten Rändern hinter den Häusern der Rothenberger Straße entlang zur ehemaligen Grundschule der Bergstadt, wo es in die Oker mündet.

## Geschichte
Im Jahr 1227 wird der Rotenbeek als Grenzfluss der Diözese Hildesheim gesehen.
Anfang der 1520er Jahre siedelten sich die Bewohner Altenaus in der Nähe der Rothenbeek an.